# Bengala (bastão)

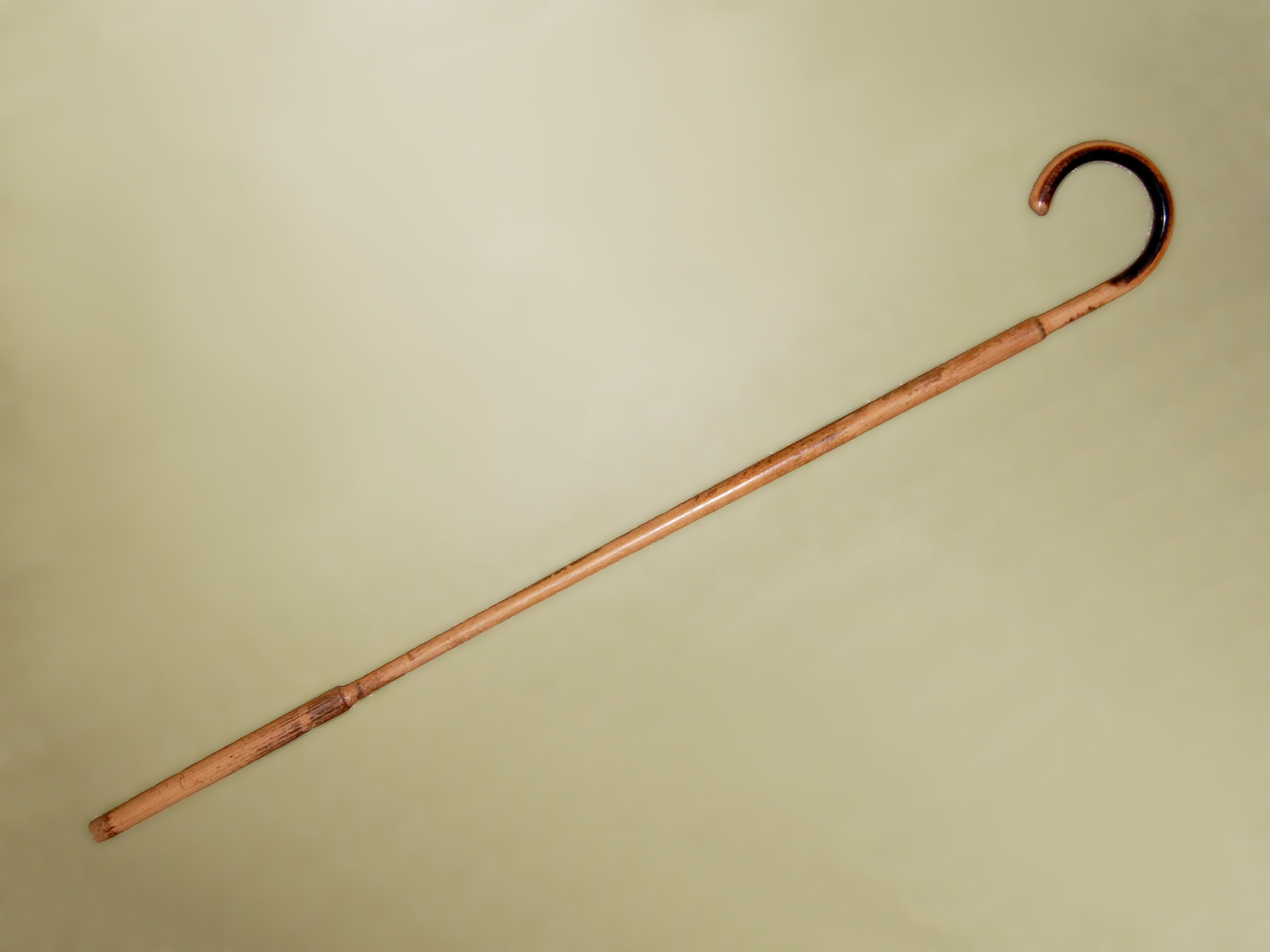
Uma bengala.

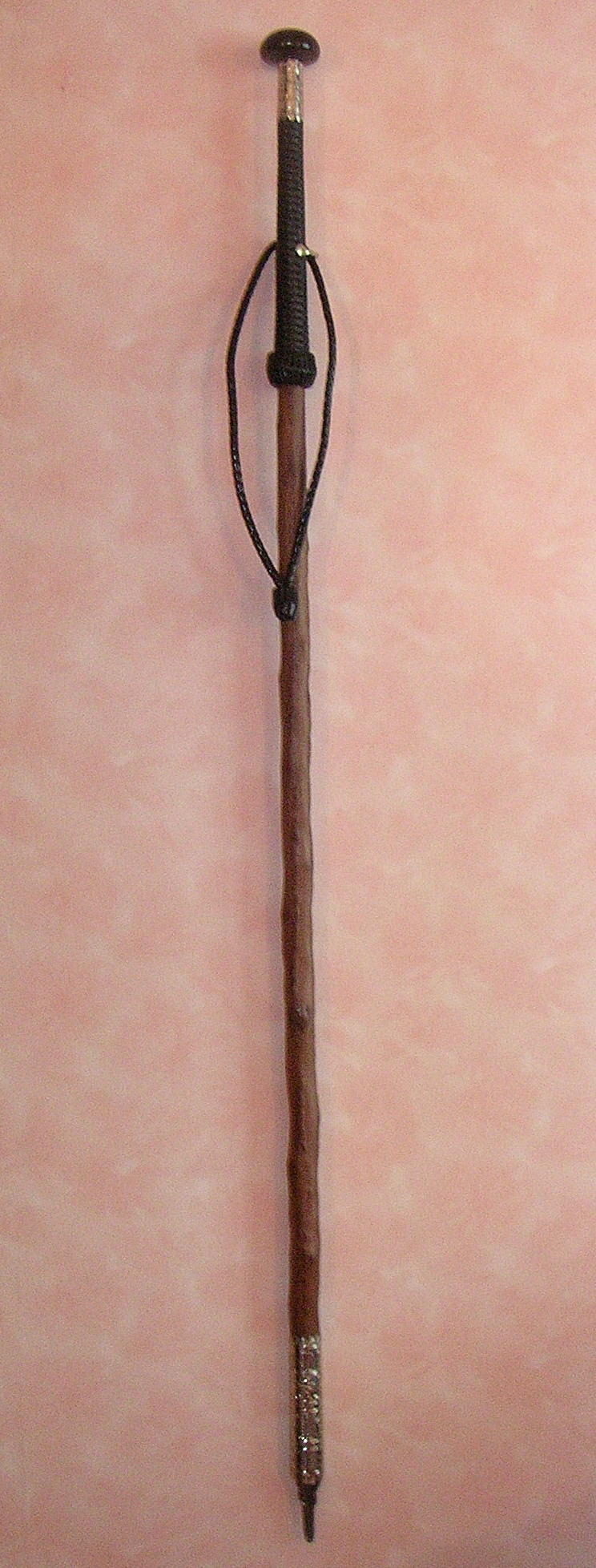
Um bastão de caminhada, muito utilizado em trilhas

Bengala é um acessório para o auxílio no caminhar, sendo mais usada por pessoas com dificuldades na locomoção em razão da idade, ou em razão de doença, problemas traumatológicos, como fraturas, ou cegueira. Os usados em trilhas e caminhadas são denominados cajado (se de madeira) ou bastão (se de alumínio).
O artefato de apoio é conhecido e difundido em toda a sociedade e é nomeado de várias maneiras diferentes como: bastão, cajado, bengala, entre outros, mas, com um mesmo formato — formato cilíndrico e longo para uso verticalizado e com uma pega arredondada, sendo o artefato normalmente confeccionado em madeira ou alumínio (os de trilha).

## História e uso
A bengala já fez parte essencial da indumentária masculina. Nas décadas de 1920 e 1930, todo homem elegante usava chapéu e bengala. Muitas personalidades famosas também usavam o acessório, como Mahatma Gandhi e Winston Churchill.

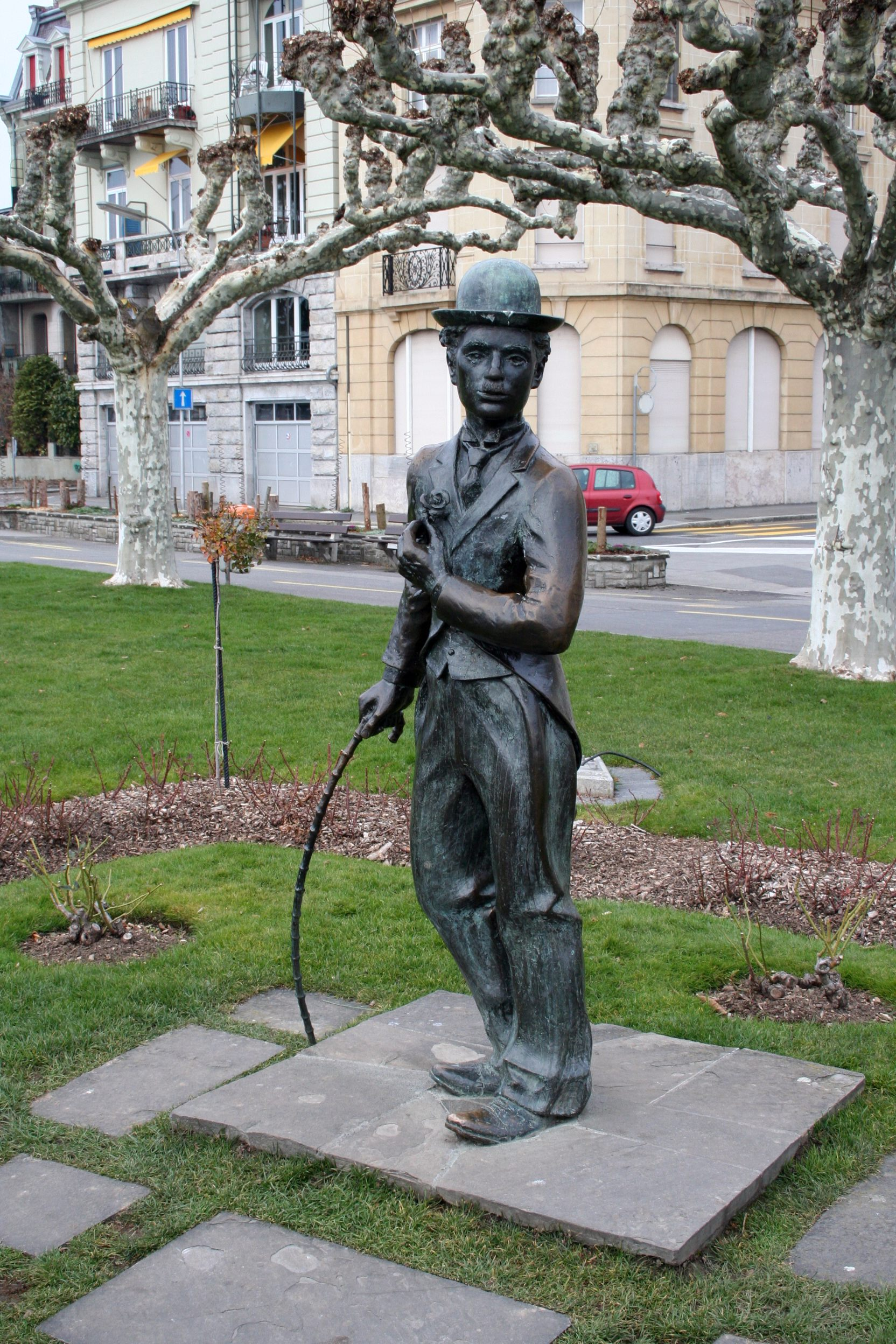
Estátua de Carlitos com bengala, em Vevey

Na ficção, Zé Carioca aparece sempre portando uma bengala, assim como Carlitos, personagem de Charles Chaplin, e Bat Masterson, personagem de um antigo seriado de televisão.

## Uso da Bengala

### Moda
No século XIX, após a Revolução Francesa, a bengala era sinal de status para a burguesia da época. O uso da bengala fazia parte exclusivamente da indumentária masculina, tornando-se um objeto simbólico de distinção de gênero e classe.
A Revolução industrial ajudou na fabricação em massa do objeto, e foram produzidas nas mais variedades de estilo e material. Foram feitas bengalas de madeira esculpida, marfim, prata, com decoração com pedras preciosas e diversos outros materiais nobres.
Nos meados do século XIX, surgiram as bengalas femininas, menores e mais finas, mas com o mesmo objetivo de distinção de classe. Eram ornadas com laços, cordões e pequenas joias.
No final do século XIX, a bengala já perdia seu simbolismo de status, pois homens de todas a classes passaram a usar.
No início do século XX, com guerras ocorridas na época, a bengala passou a ser usada para auxílio aos feridos de guerra, juntamente com as muletas. E tiveram seu design modificado para suprir as necessidades dos feridos. Com isso, o objeto perdeu de vez seu simbolismo de status e o uso na moda.

### Deficiência de locomoção
Há bengalas que podem servir de auxílio para pessoas que sofrem alguma deficiência leve de locomoção, como alguns idosos ou pessoas lesionadas. Para essa finalidade, as bengalas são feitas de alumínio ou madeira e há diversos modelos. As de madeira são mais resistentes e as de alumínio são mais versáteis, podendo até ser dobráveis.

#### Modelos

##### Tradicional reta
Tem o formato em T, modelo que exige menos pressão dos punhos. Alguns modelos vem com alça de segurança, que evita a bengala cair no chão, caso precise usar a mão.

##### Com curvatura
Ideal para quem tem artrose ou problema nos joelhos. modelo que permite apoiar o peso do corpo na bengala.

##### Apoio Múltiplo
São bengalas que possuem de três a quatro apoios, suportam uma carga maior ao apoiar o corpo e o apoio da bengala evita que caia no chão, caso precise usar a mão.

#### Modo de usar
É preferível uma orientação de profissional de fisioterapia para auxiliar na escolha. A altura da bengala deve ser confortável para o usuário, onde a posição da mão fique na altura do quadril, com o cotovelo levemente flexionado. A bengala deve ser usada ao lado oposto ao lado lesionado e tem a necessidade de trocar as borrachas da base frequentemente, pois elas se desgastam com o atrito com o solo.

### Deficientes Visuais
Durante a Segunda Guerra Mundial, alguns soldados americanos que ficaram cegos em batalha, foram levados aos hospitais de Valley Forge e Dibble. Warren Bledsoe e Richard Hoover, que foram recrutados para auxiliar esses soldados, desenvolveram técnicas para bengalas para os soldados cegos poderem ser independentes em circular com segurança. Foi criada a técnica da bengala de Hoover, uma bengala longa e de material leve, que devia ser movimentada em arco, na frente da pessoa, tocando no lado oposto do pé que avançava. Após essa primeira técnica, outras tantas foram surgindo, mais sofisticadas. Mas a técnica de Hoover, por sua eficácia, continua a ser a mais usada em todo o mundo atualmente. A técnica chegou ao Brasil em 1957, através do enviado da Organização das Nações Unidas (ONU), Joseph Albert Apenjo.
As bengalas para deficientes visuais são de tamanhos individualizados, conforme o tamanho e marcha da pessoa; são dobráveis e divididos em partes (luva, gomos, ponteira e elástico) e possuem uma identificação por cores:
- Branca - Pessoa cega
- Verde - Pessoa de baixa visão
- Vermelha e branca - Pessoa cega e surda

### Envelhecimento e estigma
O envelhecimento pode ser analisado de variadas pespectivas e organizado a partir da biologia, da medicina, pela cultura e história de determinado povo. Em relação ao campo do design, a bengala, a muleta e os andadores fazem parte de um conjunto de artefatos que compõe o cenário material do cidadão idoso. Assim, enquanto objeto de uso, a bengala é decisiva nos processos de sujeição através do estigma social do usuário idoso.
É através da dimensão da estética médico-hospitalar que a bengala produz e identifica um sinal negativo no sujeito-idoso, como portador das marcas ligadas à velhice. Isso porque, há uma persistência no nexo entre velhice e doença, operando, assim, uma visão pejorativa do corpo, das coisas e dos espaços pertencentes ao sujeito idoso.